# Rudolf Molin
Rudolf Andreas Molin, född 13 april 1890 i Attmars socken, död 19 maj 1960 i Bromma, var en svensk kooperatör.
Rudolf Molin var son till tråddragararbetaren Anders Olof Molin. Efter avslutad folkskola var han anställd i diversehandel 1905–1907 och kom därefter 1908 till Kooperativa förbundet. 1917 avancerade han till chef för förbundets kontor i Norrköping. Molin var 1918–1922 chef för Konsum i Stockholms speceriavdelning, 1923–1925 chef för Kooperativa förbundets husgerådsavdelning och 1928–1933 för dess skofabrik. Från 1933 hade han som direktör i Kooperativa förbundet olika specialuppdrag rörande dess industriella verksamhet och företog resor till bland annat Storbritannien, USA och Nederländska Indien. 1948 övertog han ledningen för förbundets då inköpta tvättmedelsfabrik, Henkelfabriken. Han var ledamot av förbundets förvaltningsråd 1918–1922 och av dess styrelse 1928–1936. Från 1941 var han ledamot av riksvärderingsnämnden och 1941–1943 sektionschef i Statens priskontrollnämnd. 1944 var han medlem av svenska handelsdelegerade till USA. Han publicerade ett flertal artiklar angående butikskultur, lagerhållningsfrågor med mera i kooperativa publikationer.